# Liste du patrimoine immobilier classé de Libin
Cette page regroupe l'ensemble du patrimoine immobilier classé de la commune belge de Libin.
| Objet | Année de construction / Architecte | Adresse | Section communale | Coordonnées                      | Numéro d’inventaire | Illustration                                         |
| --- | ---------------------------------- | ------- | ----------------- | -------------------------------- | ------------------- | ---------------------------------------------------- |
| Chapelle Notre-Dame de Walcourt (M) et ensemble formé par cette chapelle et ses abords, y compris le chêne, le frêne, les tilleuls et le rideau de thuyas (S) | 1750                               | Lesse   | Redu              | 49° 59′ 37″ nord, 5° 09′ 12″ est | 84035-CLT-0002-01   | Chapelle Notre-Dame de Walcourt et abords            |
| Grand Moulin de Villance, plus précisément : les façades et toitures de l'immeuble principal comprenant la meunerie et le bâtiment de la scierie ; l'intérieur de la meunerie et de l'ensemble de la machinerie ; l'intérieur de la grange ; l'intérieur de la scierie et de ses machineries (M). Les terrains faisant partie de la propriété comprenant notamment l'étang et le bief (S). |                                    |         | Villance          | 49° 57′ 48″ nord, 5° 12′ 07″ est | 84035-CLT-0004-01   | Grand-Moulin de Villance et terrains de la propriété |
| Pont Marie-Thérèse à l'ouest du moulin de Wes-el-Vaux (M) et ensemble formé par le pont et ses abords (S) (+PALISEUL/Maissin) | XVIIe siècle                       |         | Villance          | 49° 58′ 26″ nord, 5° 11′ 20″ est | 84035-CLT-0006-01   | Pont Marie-Thérèse et abords                         |
| Pont de la Justice ou Vieux Pont (M) et ensemble formé par le pont et ses abords (S) (+PALISEUL/Maissin) | XIXe siècle                        |         | Villance          | 49° 57′ 59″ nord, 5° 11′ 38″ est | 84035-CLT-0007-01   | Pont de la Justice et abords                         |